# Henricus Paulinus

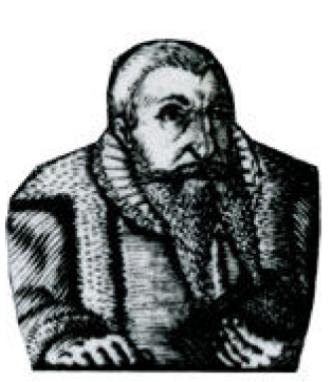
Henricus Paulinus

Henricus (Henrich) Paulinus (* 1537 in Emden; † 17. November 1602 ebenda) war ein deutscher Stadtsekretär und Amtmann.

## Leben und Wirken
Henricus Paulinus war ein Sohn von Paul Cremer und Berentje van Dueten, die 1573 in Emden lebte. Gemäß Johannes C. Stracke könnte der Vater als Emder Burggraf gearbeitet haben. Seine Eltern besaßen ein Haus in der Deichstraße, das er später erbte. Vorfahren der Familie lebten in Weener, Henricus' Geburtsort war jedoch wahrscheinlich Emden. Gemäß Erich von Reeken lautete sein deutscher Nachname „Paulsen“. Er hatte einen Bruder, der 1585 einen Wohnsitz in Emden hatte.
Paulinus besuchte die Emder Lateinschule unter der Leitung von Bernhard Meypis und las dabei lateinische und griechische Klassiker. Im Alter von zwölf Jahren verlor er seinen Vater. Die Mutter ehelichte 1550 Eilardt Cremer, der wahrscheinlich ein Bruder von Paul Cremer war. Paulinus bekam offensichtlich von 1549 bis 1556 ein großzügiges Stipendium der Großen Kirche. Er selbst notierte 1560, dass ihn der Rat der Stadt zu einem Studium ermutigt habe; auch seine Eltern hatten diesen Wunsch geäußert. Wo er sich vor dem Studium aufhielt, ist nicht dokumentiert.
Nach der Immatrikulation am 12. August 1559 an der Universität Wittenberg hörte Paulinus unter anderem bei Philipp Melanchthon. Ob er auch, wie seinerzeit üblich, andere Universitäten besuchte, ist nicht nachzuvollziehen, ebenso nicht, wann er zurück nach Emden ging. Ab 1568 arbeitete er nahezu dreißig Jahre als Sekretär, Stadtschreiber oder Gerichtsvorsitzender für seine Geburtsstadt unter Bürgermeister Petrus Medmann und besuchte vermutlich alle geheimen Verhandlungen. Für die Stadt reiste er häufig, darunter nach Westfriesland, wo er einige Zeit im Gefängnis verbringen musste.
Seit 1590 arbeitete der umfassend gebildete Sekretär Paulinus auch als Amtsschreiber von Emden. Er gehörte lange Zeit zu den Vertrauten Edzard II., der ihn 1595 zum Amtmann ernannte. Im Dienst beschäftigte er sich auch mit kirchlichen Angelegenheiten. 1576 ging er für die Stadt gemeinsam mit Angehörigen des Kirchenrates nach Aurich, wo die Ernennung zweier Prediger für Emden und Larrelt bestätigt werden sollte. 1578 übernahm er gemeinsam mit dem Drosten, Mitgliedern des Rates und dem Sekretär Gerdes den religiösen Austausch zwischen Calvinisten und Mennoniten, der mehrere Monate in Anspruch nahm. Bei Besuchen renommierter Persönlichkeiten präsentierte ihnen Paulinus die bekannte Rüstkammer und das neu erbaute Rathaus der Stadt.
Edzard II. entsandte Paulinus, der sicherlich auch Ubbo Emmius persönlich kannte, unter anderem zu Verhandlungen mit den Wassergeusen und ernannte ihn zu seinem Stellvertreter bei Verhandlungen zur Sicherung des Seehandels von Emden. Die Tatsache, dass seine Tätigkeiten für Emden 1595 endeten, standen wahrscheinlich eindeutig in Zusammenhang mit der Emder Revolution. Er legte sein Amt entweder aufgrund von Unzufriedenheit selbst nieder oder wurde von den neuen Machthabern zum Rücktritt genötigt.

## Werke
Berufsbegleitend schrieb Paulinus, wahrscheinlich insbesondere in jungen Lebensjahren, Leichenreden in lateinischer Sprache. Seine später in die griechische Sprache übersetzten Abhandlungen über Cornelius Cooltuyn und Graf Christoph erschienen auch in gedruckter Form. Der Text über Cooltuyn umfasst 40 Seiten und ist die einzige ausführlichere Quelle zur Person. Hierfür verwendete er Briefe, Archivalien und Erinnerungen von dessen Amtskollegen. Ihm war es wichtig, im Stil klassischer Vorbilder „antiquo et ciceroniano more“ zu arbeiten. Aufgrund des daraus resultierenden Sprachstils sind seine Schriften heute als Quellen nur schwer geeignet.
Im Ruhestand schrieb Paulinus über die „Geschichte der Niederlande zur Zeit Philipps II.“ Er vollendete das Werk jedoch nicht und widersprach daher einer Publikation. 1663 verbreitete ein Drucker aus Emden das Werk nichtsdestotrotz.